# Кхам Кеут
Кхам Кеут (пом. 1438) — десятий правитель королівства Лансанг.
Зійшов на престол 1438 року після вбивства короля Кхаї Буа Бана, ініційованого куртизанкою Магадеві. Його правління тривало до 1438 року.
Хроніки, в яких згадується Кхам Кеут, належать до старовинних анналів королівства Лансанг, держав Ланна, Аюттхая та Бірма, й усі вони суперечать одне одному. Зокрема хроніки Лансангу перекладались іншими мовами та тлумачились по різному, що спричинило дискусії з приводу правдивості тих історичних джерел. Більшість дослідників вважають, що до оригінальних текстів навмисне вносились зміни, щоб не висвітлювати ті чи інші події з метою возвеличення власної держави. Окрім того, дослідникам вкрай важко встановити хронологію та чітку послідовність подій і правителів у той період історії королівства Лансанг. Тому події та дати біографії Кхам Кеута не можуть бути цілком достовірними.

## Біографія
Був молодшим сином короля Самсенетаї, а його матір'ю була одна з придворних служниць. Попередні вісім років до вступу на трон Кхам Кеута при королівському дворі Лансангу пройшли під знаком інтриг з боку Магадеві, за наказом якої було вбито чотирьох королів, ще один був змушений тікати з країни, а ще один наклав на себе руки, довідавшись, що на його життя готується замах.
Після загибелі Кхаї Буа Бана аристократія мала намір обрати наступним королем губернатора В'єнтьяна Вангбурі, але той, остерігаючись за своє життя, відмовився. Тоді Кхам Кеут переконав придворну знать обрати його наступником Кхаї Буа Бана, посилаючись на ім'я свого батька. Його правління було не надто тривалим, але на відміну від своїх попередників він помер власною смертю. Після смерті Кхам Кеута 1438 року престол нарешті перейшов до Магадеві, яка стала першою правителькою Лансангу під ім'ям Нанг Кео Пхімпха. На той момент їй було вже понад 90 років.

## Боротьба за владу
Період від 1428 до 1438 року був украй нестабільним у королівстві Лансанг. Причиною цьому передусім були нестримні амбіції Магадеві, яка прагнула здобути абсолютну владу в державі. Зрештою 1438 вона отримала бажане, коли їй було вже понад 90 років, однак насолодитись владою їй не вдалось — вона стала жертвою змови придворної знаті, подібної до тих, що вона організовувала сама. Невдовзі після сходження на престол її було вбито, а владу в країні передано раді духовенства.
Іншою причиною нестабільності в державі було протистояння між фракцією, що підтримувала зв'язки з сіамською державою Аюттхая, з одного боку, та фракцією, що залежала від Кхмерської імперії, з іншого. Перша з тих фракцій утворилась від самого початку заснування королівства Лансанг, коли його засновник Фа Нгум одружився з дочкою правителя Аюттхаї Рамадіпаті. Ця партія знайшла підтримку серед аристократів, відданих традиції мандала, що її започаткував у своїй державі Фа Нгум. Інша фракція була тісно пов'язана з кхмерським імператорським двором, який відіграв надважливу роль в об'єднанні лаоських земель та заснуванні королівства Лансанг. Деякі дослідники вважають, що саме конфлікт між тими двома фракціями призвів до повалення та заслання з країни її засновника, короля Фа Нгума 1372 року.